# گلافکوسموس
گلافکوسموس (روسی: Главкосмос) شرکت هوافضای روس است، که در سال ۱۹۸۵ تأسیس شد.